# Врати се
„Врати се“ (шп. Volver) је шпанска драма из 2006. године са Пенелопе Круз у главној улози.

## Радња
Филм почиње на локалном гробљу, где многе жене чисте гробове својих најмилијих. Две сестре, Рајмунда и Соле, и Рајмундина ћерка, Паула, чисте гроб својих родитеља који су погинули у пожару. Догађаји који су се десили те ноћи када је избио пожар откривају се спорије и главна су прича филма.
Након смрти њихове тетке Пауле, Соле се враћа у село на сахрану. Сусетка тетке Пауле, Агустина, чија је мајка нетрагом нестала пре три године, каже Солеу да је чула њену тетку како разговара са њиховом покојном мајком Иреном. Агустина помаже Солеу, који се плаши мртвих, да не види тело њене тетке. Али Соле, у Паулиној кући, види дух своје мајке, која је наводно умрла од руке свог мужа у пожару. По повратку кући, Соле чује куцање из гепека његовог аутомобила. Она га отвара и унутра проналази своју мајку, која је спаковала кофере и планира да остане са Солеом.
Соле пита Ирену зашто се вратила, ако има неког недовршеног посла. Она јој потврђује, а касније се открива да недовршени посао има везе са њеном другом ћерком, Рајмундином, коју је раније мрзела, а сада не зна за њен повратак.
У међувремену, Рајмунда и њена ћерка имају још један проблем. Паулин отац покушава да је силује говорећи јој да он није њен отац, али она га убоде ножем. Рајмунда умота тело у ћебад, а она и Паула га сакрију у замрзивач најближег ресторана, у власништву Рајмундиног комшије који јој је дао кључеве док је био на путу у случају да неко жели да га види како је на продају, а више нема. то ради. Осим тела у фрижидеру, Рајмунда отвара ресторан и почиње да опслужује филмску екипу која је привремено дошла да снима.
У тихом тренутку између мајке и ћерке, Паула сазнаје да Пако није био њен отац. Рајмунда обећава да ће јој једног дана испричати причу.
Агустина зове Рајмунду да јој каже да је дошла у град и да је у болници. Сазнаје да има рак и жели да је посети Рајмунда. Када се упознају, Агустина је пита да ли је видела духа своје мајке. Рајмунда јој каже да га није видела, али је Агустина тражи да је, у случају да је види, пита шта се догодило њеној мајци која је нестала пре три године.
Касније, Рајмунда, заједно са својом пријатељицом, путује 180 километара ван града да би сахранила Пака—фрижидер. За то време, Паула упознаје своју баку и они се зближавају.
Следеће ноћи, Агустина долази у ресторан да поново замоли Рајмунду да пита духа своје мајке о њеној мајци. Тада се откривају две тајне: Рајмундин отац и Агустинина мајка су били љубавници и Агустинина мајка је нестала истог дана када је пожар убио Рајмунди не родитеље.
Соле открива Рајмунди да се дух њихове мајке вратио. Рајмунда не верује у то, али касније постаје уверен да је то истина и тражи од ње да каже истину — да ли је дух или стварно жива. Ирена открива да заправо није умрла и тако открива све.
Током разговора Ирене и Рајмунде сазнајемо да је Рајмунду као дете силовао њен отац и резултат је Паула, тј. Паула је и Рајмундина ћерка и сестра. Све време је била љута на мајку јер јој раније није веровала да се то дешава. Ирена јој каже да је била љута на себе када је сазнала. Такође јој каже да је у ноћи пожара видела свог мужа са Агустинином мајком и подметнула ватру, а сви су касније помислили да је Ирена заправо умрла са својим мужем. Из страха да ће бити откривена, Ирена се годинама скривала у кући своје сестре Пауле, која више није била у стању да се брине о себи. Бонус је био што она живи у селу где су људи навикли да причају приче о духовима, па је тако и она постала једна од њих.
Филм се завршава породицом окупљеном у кући тетке Пауле. Ирена се открива Агустини, која мисли да је она дух који је дошао да се брине о њој до смрти. Ирена каже Рајмунди да је то најмање што може да учини за Агустину јер је убила своју мајку.

## Улоге
| Глумац             | Улога          |
| ------------------ | -------------- |
| Пенелопе Круз      | Рајмунда       |
| Кармен Маура       | Ирене          |
| Лола Дуењас        | Соледад (Соле) |
| Бланка Портиљо     | Агустина       |
| Јохана Кобо        | Паула          |
| Карлос Бланко      | Емилио         |
| Антонио де ла Торе | Пако           |

## Награде

### Освојене награде
- Награда за најбољу глумицу (Кански филмски фестивал) - Пенелопе Круз
- Награда за најбољи сценарио (Кански филмски фестивал)
- Награда Гоја за најбољу главну глумицу - Пенелопе Круз
- Награда Гоја за најбољег режисера - Педро Алмодовар
- Награда Гоја за најбољу споредну глумицу - Кармен Маура
- Награда Гоја за најбољи филм
- Награда Гоја за најбољу песму
- Европска филмска награда за најбољу глумицу - Пенелопе Круз
- Европска филмска награда за најбољег режисера - Педро Алмодовар
- Европска филмска награда за најбољег композитора
- Награда Сателит за најбољи страни филм

### Номинације
- Оскар за најбољу главну глумицу - Пенелопе Круз
- Златни глобус за најбољу главну глумицу - Пенелопе Круз
- Златни глобус за најбољи страни филм
- Награда Удружења глумаца за најбољу главну глумицу - Пенелопе Круз
- Награда BAFTA за најбољу главну глумицу - Пенелопе Круз
- Награда BAFTA за најбољи страни филм
- Награда филмске критике за најбољу главну глумицу - Пенелопе Круз
- Награда филмске критике за најбољи страни филм
- Награда Сателит за најбољу главну глумицу - Пенелопе Круз
- Филмска награда Цезар за најбољи страни филм